# Vigo di Fassa
Vigo di Fassa (ladino: Vich) es un barrio de la localidad italiana de San Giovanni di Fassa, en la provincia autónoma de Trento de la región con estatuto especial de Trentino-Alto Adigio.
Fue un municipio separado hasta el 31 de diciembre de 2017 ya que, al estar unido su casco urbano al del vecino pueblo de Pozza di Fassa, ambos se fusionaron para formar el actual San Giovanni di Fassa. El municipio de Vigo di Fassa comprendía en su territorio las fracciones de Costa (Costa), Larzonei (Larcionè), Tamion (Tamion) y Vallonga (Valongla).

## Evolución demográfica
| Gráfica de evolución demográfica de Vigo di Fassa entre 1861 y 2001 |
|                                                                     |
| Fuente ISTAT - elaboración gráfica de Wikipedia                     |